# Alena Nováková
Alena Nováková, rozená Alena Drážská (8. srpna 1929 Praha – 28. srpna 1997 Praha), byla česká zlatnice, šperkařka, restaurátorka kovů a vysokoškolská pedagožka.

## Život
V letech 1943–1947 se vyučila zlatnicí a stříbrnicí v dílně svého dědečka Tomáše Procházky mladšího a prošla šestiletou praxí u firmy H. Grünfeld (papežský dvorní zlatník) v Praze na Starém Městě. Jako zkušená zlatnice a šperkařka nemusela studovat střední školu a po dělnické přípravce byla roku 1953 přijata rovnou ke studiu na Vysoké škole uměleckoprůmyslové v Praze, kde jejími učteli byli prof. Bedřich Stefan a prof. Jan Nušl.
Kromě své praxe zlatnice a šperkařky se v letech 1959–1989 stala na VŠUP pedagožkou, zprvu asistentkou prof. Nušla v ateliéru pro kov a šperk. Zavedla zde obor restaurování zlatnických prací, jedinou studijní specializaci v republice, která byla s jejím odchodem zase zrušena. Byla činná i jako teoretička šperkařství. V letech 1990-1992 působila na Soukromé mistrovské škole uměleckého designu.
Jako šperkařka se zúčastnila již světových výstav Expo 58 v Bruselu, Expo 67 v Montrealu a obesílala mnohé další mezinárodní soutěže a výstavy v Evropě, zejména byla oblíbená na sympoziích v západním Německu (Mnichov, Pforzheim).

## Dílo

### Šperky a volná tvorba
Šperky Aleny Novákové se formálně vyvíjely od jednoduchých forem, ve kterých zdůraznila krásu kovu (Expo Montreal 1967), až po složité prostorové kreace. Od křehkých vegetabilních motivů postupně přešla k robustním litým kompozicím se strukturovaným povrchem, do nichž zasazovala úštěpky růženínu nebo slonoviny. Na počátku své tvorby využívala především stříbro, ale v 70. letech ji zaujal problém barvy. Vytvořila odvážné kompozice s využitím emailu na stříbrném podkladu, později použila i polychromované dřevo nebo kov v kombinaci s pergamenem.
Jako sochařka vytvořila plakety, umisťované na podstavcích z opuky.

### Zlatnické práce
- Relikviář sv.Anežky České – podle vlastního návrhu jej provedla ve stříbře (1989), pro kapli sv. Anežky České v katedrále sv. Víta na Pražském hradě (uloženo v Hilbertově klenotnici Svatovítského pokladu)
- Svými šperky je zastoupena ve sbírkách několika evropských muzeí, například UPM v Praze, Moravské galerie v Brně, Muzea Českého ráje v Turnově, Muzea skla a bižuterie v Jablonci nad Nisou, Severočeského muzea v Liberci, nebo Schmuckmusea v Pforzheimu.

### Restaurátorské práce
Vynikala ve znalostech historických technik (niello, email, vernis brun), a proto bývala často zvána k restaurování či zhotovování kopií vzácných památek, zejména pro Uměleckoprůmyslové muzeum v Praze, například Karlštejnský poklad; v letech 1981–1990 se podílela na restaurování relikviářů ze Svatovítského pokladu, vytvořila kopii románské desky Evangeliáře ze Strahovské knihovny a další práce. Roku 1986 byl vyzvána k restaurování Relikviáře svatého Maura, k němuž si přizvala také svého žáka Andreje Šumberu, který práci po její předčasné smrti dokončil.

### Zastoupení ve sbírkách
- Schmuckmuseum Pforzheim
- Moravská galerie v Brně[10]
- Muzeum Českého ráje v Turnově
- Muzeum skla a bižuterie v Jablonci nad Nisou
- Slovenská národná galéria, Bratislava
- Uměleckoprůmyslové museum, Praha
- Severočeské muzeum v Liberci
- Krajské vlastivědné muzeum, Olomouc

### Výstavy

#### Autorské
- 1969 Galerie Cypriána Majerníka, Bratislava
- 1992 Z díla paní Aleny Novákové, Kostel sv. Rocha, Praha
- 2002 Alena Nováková: Šperky pro přátele, Galerie U prstenu, Praha

#### Kolektivní (výběr)
- 1963 Ateliérová bižuterie, Kabinet architektury, Praha
- 1965 Výtvarní umělci k výročí 20 let ČSSR, Dům U Hybernů, Praha
- 1965, 1966, 1967 Schmuckschau, Mnichov
- 1966 Aktuální tendence v československém užitém umění a průmyslovém výtvarnictví, Obecní dům, Praha
- 1966 Menton, Francie
- 1967 Expo ´67, Montreal
- 1967 Schmuck international 1900-1960, Künstlerhaus, Vídeň
- 1968 Kov a šperk, Galerie na Betlémském náměstí, Praha
- 1969 50 let českého užitého umění a průmyslového výtvarnictví, Mánes, Praha
- 1969 50 Jahre der Tschechischen angewandten Kunst und industrial design, MAK - Österreichisches Museum für angewandte Kunst / Gegenwartskunst, Vídeň
- 1970 Zamiary i zapasy: 50 lat czeskiej sztuki stosowanej i plastyki przemysłowej, Muzeum Śląskie, Wrocław
- 1971 Stříbrný šperk 1971, výstava vysledků II. symposium Jablonec nad Nisou, Jablonec nad Nisou
- 1971 Schmuck alskünstlerische Aussage unserer Zeit, Pforzheim
- 1974 Modern csech ékzer, Budapešť
- 1973 Bijuterii moderne din R.S. Cehoslovacă, Sala Ateneului Român (Ateneul Român), Bukurešť
- 1975 Biennale de l´art d´émail, Limoges
- 1978 Soudobý československý šperk, Muzeum skla a bižuterie v Jablonci nad Nisou
- 1979 Současné užité umění, Severočeská galerie výtvarného umění v Litoměřicích
- 1980 Die Kunst Osteuropas im 20. Jahrhundert, Garmisch-Partenkirchen
- 1980 Schmuck international, Vídeň
- 1980 Užité umění 70/80. Sklo, kov, textil, nábytek, keramika., Moravská galerie v Brně
- 1981 Soudobý český šperk, Galerie výtvarného umění Cheb
- 1983 Súčasný československý umelecký šperk, Galéria Miloša Alexandra Bazovského v Trenčíne
- 1983 Český šperk 1963-1983, Středočeské muzeum, Roztoky
- 1985 Sto let českého užitého umění: České užité umění 1885-1985 ze sbírek Uměleckoprůmyslového muzea v Praze k stému výročí založení muzea, Uměleckoprůmyslové museum, Praha
- 1985 Současný československý email, Atrium na Žižkově - koncertní a výstavní síň, Praha
- 1986 Prírastky užitkového umenia a designu v rokoch 1975-1985, Slovenská národná galéria, Bratislava
- 1986 A4, Galerie H, Kostelec nad Černými lesy
- 1989 Restaurátorské umění 1948-1988, Mánes, Praha
- 1990 Kov a šperk: Oborová výstava, Galerie Václava Špály, Praha
- 1993 Kov - šperk 1993, Dům umění města Brna
- 1996 Současný český šperk, Muzeum skla a bižuterie v Jablonci nad Nisou
- 1996 Užité umění 60. let, Uměleckoprůmyslové muzeum, Brno
- 2003 Český šperk 1950-2000, Pražský hrad, Císařská konírna, Praha
- 2012 Light Sculptures: České stolní lampy 1950-1990, DOX, Centrum současného umění / Centre for Contemporary Art, Praha

### Diplomová práce
- Olga Orságová, český granátový šperk ve 20. století, diplomová práce, KDU, FF UP Olomouc 2011 on line

### Katalogy (výběr)
- Naděžda Filaretovna Melniková Papoušková, Ateliérová bižuterie, ČFVU Praha 1963
- Karel Hetteš, Aktuální tendence českého umění / Tendances actuelles de l'art tchèque (Užité umění a průmyslové výtvarnictví / Art appliqué et dessin industriel), Československá sekce Mezinárodního sdružení výtvarných kritiků - AICA, SČVU Praha 1966
- Věra Vokáčová: Kov a šperk, Praha 1968
- Karel Hetteš, 50 let českého užitého umění a průmyslového výtvarnictví (Mezníky vývoje v letech 1918-1968), SČVU Praha 1969
- Karel Hetteš, Jiří Šetlík, Zamiary i zapasy (50 lat czeskiej sztuki stosowanej i plastyki przemysłowej), Wrocław 1970
- Věra Vokáčová, Stříbrný šperk 1971 (Výstava výsledků II. symposia), Jablonec nad Nisou 1971
- Věra Vokáčová, Dagmar Hejdová, Bijuterii moderne din R.S. Cehoslovacă, 1973
- Věra Vokáčová, Věra Maternová, Soudobý československý šperk, Muzeum skla a bižuterie v Jablonci nad Nisou 1978
- Alena Adlerová, Současné užité umění (Sklo, keramika, tapiserie, šperk (autorská individuální tvorba), Severočeská galerie výtvarného umění v Litoměřicích 1979
- Karel Holešovský, Užité umění 70/80 (Výstava přírůstků Uměleckoprůmyslového odboru Moravské galerie v Brně), Moravská galerie v Brně 1980
- Petr Spielmann, Die Kunst Osteuropas im 20. Jahrhundert in öffentlichen Sammlungen der Bundesrepublik Deutschland und Berlins (West), Museum Bochum 1980
- Bohuslav Pučelík a kol., Navráceno životu (Výstava restaurátorských prací ze sbírek Uměleckoprůmyslového muzea), UPM Praha 1980
- Věra Vokáčová, Marián Kvasnička, Súčasný československý umelecký šperk, Galéria Miloša Alexandra Bazovského v Trenčíne 1983
- Věra Vokáčová, Český šperk 1963-1983, Středočeské muzeum, Roztoky 1983
- Věra Vokáčová, Současný československý email, Atrium na Žižkově 1985
- Agáta Žáčková, Ágnes Schrammová, Prírastky užitkového umenia a designu v rokoch 1975-1985, Tatran, SNG 1986
- Jan Rous a kol., Sto let českého užitého umění (České užité umění 1885-1985 ze sbírek Uměleckoprůmyslového muzea v Praze k stému výročí založení muzea), 244 s., UPM 1987
- Jan Simota a kol., Restaurátorské umění: Podíl českých výtvarných umělců na péči o kulturní památky, SČVU Praha 1989
- Věra Vokáčová, Kov a šperk: Oborová výstava, Unie výtvarných umělců České republiky 1990
- Antonín Dufek a kol., Užité umění 60. let, Moravská galerie v Brně 1996, ISBN 80-7027-053-5
- Alena Křížová, Český šperk 1950-2000 / Czech Jewellery 1950-2000, Správa Pražského hradu 2003

### Souborné publikace
- Gerhard Bott: Schmuck als künstlerische Aussage unserer Zeit. Pforzheim 1971, s. 131–135
- Věra Vokáčová, Současný šperk, Odeon, Praha 1979
- Nová encyklopedie českého výtvarného umění, sv. II, Anděla Horová (ed.). Praha 1995
- ̽ Alena Křížová, Proměny českého šperku na konci 20. století. Praha 2002, s. 186–187.
- Iva Knobloch Janáková, Radim Vondráček, Design v českých zemích 1900-2000, UPM, Academia Praha 2016, ISBN 978-80-200-2612-5 (Acad.), ISBN 978-80-7101-157-6 (UPM)